# Джексон (округ, Айова)
Шаблон:StateAbbr_ 42°10′13″ пн. ш. 90°34′30″ зх. д. / 42.170277777778° пн. ш. 90.575° зх. д.
Округ Джексон (англ. Jackson County) — округ (графство) у штаті Айова, США. Ідентифікатор округу 19097.

## Історія
Округ утворений 1837 року.

## Демографія
За даними перепису
2000 року
загальне населення округу становило 20296 осіб, зокрема міського населення було 9541, а сільського — 10755.
Серед мешканців округу чоловіків було 9997, а жінок — 10299. В окрузі було 8078 домогосподарств, 5587 родин, які мешкали в 8949 будинках.
Середній розмір родини становив 3,01.
Віковий розподіл населення поданий у таблиці:
| Стать    | До 15 років | 15-21 | 22-29 | 30-39 | 40-49 | 50-65 | 65-85 | Понад 85 |
| -------- | ----------- | ----- | ----- | ----- | ----- | ----- | ----- | -------- |
| Чоловіки | 2201        | 1001  | 733   | 1410  | 1571  | 1629  | 1292  | 160      |
| Жінки    | 2057        | 885   | 765   | 1400  | 1500  | 1636  | 1699  | 357      |

## Суміжні округи
- Дюб'юк — північ
- Джо-Дейвісс, Іллінойс — північний схід
- Керролл, Іллінойс — схід
- Клінтон — південь
- Джонс — захід

## Виноски
1. ↑  U.S. Decennial Census. United States Census Bureau. Архів оригіналу за 26 квітня 2015. Процитовано 18 липня 2014.
2. ↑  Historical Census Browser. University of Virginia Library. Архів оригіналу за 11 серпня 2012. Процитовано 18 липня 2014.
3. ↑  Population of Counties by Decennial Census: 1900 to 1990. United States Census Bureau. Архів оригіналу за 22 квітня 2014. Процитовано 18 липня 2014.
4. ↑  Census 2000 PHC-T-4. Ranking Tables for Counties: 1990 and 2000 (PDF). United States Census Bureau. Архів оригіналу (PDF) за 18 грудня 2014. Процитовано 18 липня 2014.
5. ↑  State & County QuickFacts. United States Census Bureau. Архів оригіналу за 7 червня 2011. Процитовано 18 липня 2014.(англ.) Наведено за англійською вікіпедією.
6. ↑  American FactFinder. Бюро перепису населення США. Архів оригіналу за 21 травня 2008. Процитовано 31 січня 2008.

| США | Це незавершена стаття з географії США. Ви можете допомогти проєкту, виправивши або дописавши її. |